# The Boondocks (banda desenhada)
Este artigo é sobre uma história em quadrinhos. Se você procura pela série animada, veja The Boondocks
The Boondocks foi uma tira diária escrita e originalmente desenhada por Aaron McGruder. Criado por McGruder em 1996 para o The Diamondback, o jornal estudantil da Universidade de Maryland, em College Park, a banda mudou-se a partir das páginas da faculdade e foi impresso na revista mensal de hip-hop The Source, em 1997. Como ele ganhou popularidade, a banda desenhada foi apanhada pela Universal Press Syndicate e fez sua estréia nos Estados Unidos em 19 de abril de 1999. Uma tira popular e polêmica, The Boondocks lida com a cultura afro-americana e a política estadunidense como pode ser visto através dos olhos de seu protagonista de 10 anos Huey Freeman.
McGruder vendeu os direitos de televisão, filmes e tira para a Sony Pictures Entertainment. A série animada The Boondocks estreou no Cartoon Network, no bloco de programação Adult Swim em 6 de novembro de 2005.

## História
A tira estreou no The Diamondback sob o editor de Jayson Blair, em 3 de dezembro de 1996, pagando US$30 pela tira de McGruder - 17 dólares à mais do que os outros cartunistas. McGruder acabou com a tira no The Diamondback em 18 de março de 1997, duas semanas depois que a tira foi omitida devido a um erro técnico e um funcionário do Diamondback colocou impressa a palavra "Oops" no seu devido lugar, sem uma explicação. Ele puxou a tira após o jornal se recusar a executar um pedido de desculpas. (Após a revelação, em 2004, na fabricação notíciada por Blair, que em seguida, um repórter do The New York Times e McGruder se juntaram a outros satirizando Blair).
No outono de 2003, em  Boston, Massachusets a artista Jennifer Seng assumiu as funções de arte de McGruder. Em entrevista à revista The New Yorker, McGruder disse: "Se alguma coisa tinha que dar, que seja a arte. Acho que sou um escritor melhor do que artista". Carl Jones conseguiu se juntar à Seng como ilustrador no final de 2004. Na introdução à coleção Public Enemy # 2, McGruder escreveu: "Eu tinha contratado um artista para me ajudar em algumas das funções de arte. As pessoas pensam que eu parei de desenhar a tira, mas que nunca foi o caso. Para este dia a tira Boondocks não e nunca foi o único contato que eu tive pessoalmente - eu ainda era obsessivo com os detalhes de Huey, Riley, Caesar e Granddad. Eu ainda passo por cima de cada painel. Eu ainda me preocupo com o que aparece, e sempre amarei."
Em 28 de fevereiro, McGruder anunciou que sua banda iria passar por um hiato de seis meses, a partir de 27 de março de 2006, com parcelas novas retomadas em outubro. Repetição de tiras anteriores foram oferecidos pela Universal Press Syndicate nesse ínterim. The Boondocks foi distribuido para mais de 300 clientes em seu pico, mas mais da metade foi substituído por características diferentes em vez de publicar reprises durante o hiato. Em 25 de setembro de 2006, o presidente da Universal Press Syndicate Lee Salem anunciou que a revista não iria voltar dizendo: "Embora Aaron McGruder não ter feito qualquer declaração sobre a aposentação ou de retomar The Boondocks para imprimir nos jornais... os jornais não devem contar com a volta no futuro previsível". Ele acrescentou que a Universal gostaria de receber de volta McGruder se ele escolhesse retornar. Greg Melvin, editor de McGruder no syndicate, reuniu-se com ele em uma tentativa frustrada de falar para o cartunista retornar. McGruder citou seu trabalho no seriado do Cartoon Network entre outros projetos como razões para não voltar à tira. Após a tira ser cancelada, reprises continuaram a serem realizadas por alguns jornais através de 26 de novembro de 2006.

## Descrição
A tira mostra Huey Freeman e seu irmão Riley, dois filhos pequenos que tinham sido movidos para fora de Chicago pelo seu avô para morar com ele no subúrbio predominantemente branco de Woodcrest (em Maryland, como visto a partir do código de área referido na tira em 16 de março de 2000). A palavra título "Boondocks" alude ao isolamento primordialmente africano urbano estadunidense que os personagens sentem, e permite McGruder alguma distância filosófica. Huey é um devoto na percepção política e ideias de afro-americanos radicais do passado ou de poucas décadas (como é explicado na tira de 4 de maio de 1999, Huey é de fato membro dos Panteras Negras como Huey P. Newton) e é severamente crítico de muitos aspectos da cultura black moderna. Por exemplo, ele é pelo menos tão duro como Vivica A. Fox e Cuba Gooding Jr., que às vezes critica o governo Bush. Riley, por outro lado, é enamorado da cultura gangsta rap e bandida. Seu avô é um disciplinador em empresas que está ofendido por ambos os seus valores e ideias.
O melhor amigo de Huey é Michael Caesar, um rapper dreadlocked elevado à aspirante que concorda com muitas das críticas de Huey, mas serve como um contraponto positivo a atitude tipicamente pessimista de Huey, adotando uma abordagem bem-humorada à questões. Ele também é um comediante de brotamento, embora a maior parte de seu humor consiste em tentar reproduzir as piadas de Huey, que cai sempre plano. Os vizinhos dos Freemans são membros do NAACP como Thomas Dubois (uma referência tanto para Uncle Tom e William Edward Burghardt Du Bois) e sua esposa branca Sara, que ambos são advogados. Jazmine, sua filha, está muito insegura sobre sua identidade étnica e é muitas vezes objeto de antipatia de Huey por estar fora de contato com a sua ascendência africana. The Boondocks foi muito político e, ocasionalmente, sujeito a grande polêmica, geralmente provocada por comentários e comportamentos de seus personagens principais, como Huey. A tira foi retida pelos jornais diversas vezes. Neste aspecto, é semelhante a tira Doonesbury. Em especial, os personagens principais, muitas vezes discutiam questões raciais, sócio-econômicas estadunidenses e questões de classe. Por causa de sua polêmica, muitos editores de jornais ou relegados retiraram das seções Op-Ed, puxado mais vezes para tiras que potencialmente tinha alguma controvérsia para ser publicada, assim não publicavam a tira em toda, ou era cancelada totalmente. Essas táticas também foram empregadas em outras bandas como Doonesbury.

## Principais personagens
- Huey Freeman - Um menino cínico de 10 anos de idade, que aparece com raiva na maioria das vezes, com consciência política estridente, e que se vê como um revolucionário. Nomeado à favor de Huey P. Newton, co-fundador dos Panteras Negras, ele é perturbado pela ignorância na sociedade moderna estadunidense e da mídia. Um observador, criança inteligente, ele muitas vezes se encontra a jogar a voz da razão. Huey gosta de algumas teorias de conspiração, e completamente desconfia das autoridades.
- Riley Freeman - O oposto de seu irmão mais velho, Riley de 8 anos de idade elogia a "vida de bandido", admira e emula a rappers e bandidos que ele vê na televisão. Ele atribuiu-se do apelido de "Esco", uma referência ao rapper Nas batizando a si mesmo de "Nas Escobar", em meados de 1990 após o famoso traficante Pablo Escobar. Ele também teve anteriormente o apelido de "Yosemite Sam", mas parece ter desvanecido com o tempo. Outros apelidos que ele deu-se podem ter incluído "Osama Bin Laden" (escolhido muitos meses antes de 11/9) e Uday. Riley escolheu esse apelido no passado pelas ocasiões extremamente raras em que vê as notícias, ele normalmente vai para grandes comprimentos para evitar a aquisição de conhecimento. Certa vez, ele ficou aborrecido de receber um C+ na escola porque estava com medo, como "exemplo" das séries, isso arruinaria o seu "street cred". Desde que pedir e não receber nada para o Natal, Riley foi determinado a tomar o trenó de Papai Noel na véspera de Natal para o duplo objetivo de tomar o que ele acredita que é devido a ele e punições.
- Michael Caesar - Colega de Huey e melhor amigo, que concorda com a maioria dos pontos de vista da vida de Huey. Ao contrário de Huey, Caesar é mais otimista e alegre, e, geralmente, faz piadas sobre a questão que lhe está à mão. Foi ideia de Caesar para encontrar um namorado para Condoleezza Rice, o raciocínio de que, se ela veio para realmente amar alguém de vida no planeta, ele não teria que "dobrar o inferno para destruí-la". Caesar é natural do Brooklyn e precisa de pouco para avisar vocalmente e representar sua cidade natal. Ele e Huey co-fundaram e possuem o jornal "Free Huey World Report" e o anual "Most Embarrassing Black People Awards".
- Robert Jebediah "Granddad" Freeman - Avô aposentado de Huey e Riley, um pragmático e disciplinador, que normalmente vê através das peripécias de seus netos. Robert é conhecido pelo pavor de notícias, e valores de sua própria paz e conforto sobre as necessidades dos outros ao mesmo tempo olhando para fora para o bem-estar das crianças.

## Coleções Publicadas
- 2000: Because I Know You Don't Read the Newspaper
- 2001: Fresh for '01...You Suckas!
- 2003: A Right to Be Hostile
- 2005: Public Enemy #2
- 2007: All the Rage